# Tjänstegrad
Tjänstegrad anger för en person hierarkisk rangordning i en organisation, som också oftast indikerar dess lön. 

## Användning
Tjänstegrad har främst använts inom militären och militärliknande organisationer (polis, tull och kriminalvård). Det officiella namnet för militära grader i den svenska försvarsmakten är tjänstegrad. I Finland däremot är militär grad den officiella beteckningen. Inom ämbetsverk och offentliga myndigheter är motsvarande term tjänstebenämning.

## Grad och befattning
Grad är en formell rang som ges till personer. Den syssla, som personen utför, behöver inte vara entydigt kopplad till graden. En befattning som kompanichef kan uppehållas av personer med olika grader, som kapten eller major.